# Euhesma tubulifera
Euhesma tubulifera là một loài Hymenoptera trong họ Colletidae. Loài này được Houston mô tả khoa học năm 1983.

## Hình ảnh

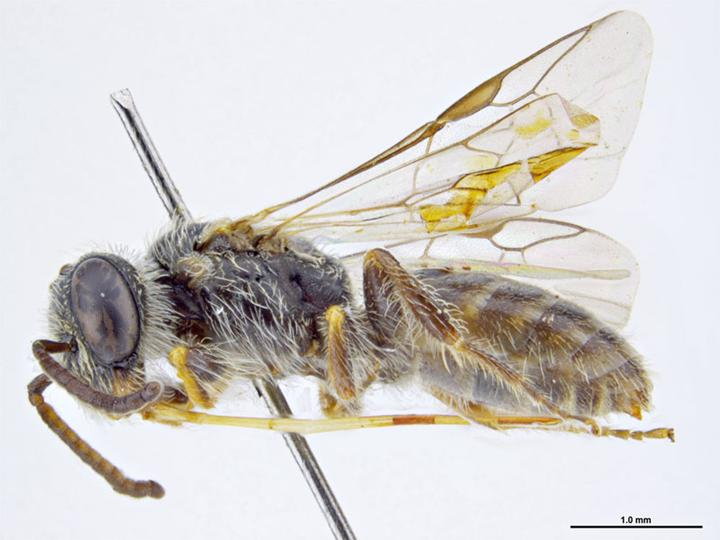